# 波特里特里湖
46°06′S 167°08′E / 46.100°S 167.133°E
波特里特里湖是新西蘭的湖泊，位於南島南端的峽灣國家公園，由南地大區負責管轄，四周是陡峭的河谷，長28公里、寬2公里，面積43平方公里。